# Češnjevica
Češnjevica je manjši potok na Gorenjskem, ki se izliva v potok Ušica, ta pa nadalje v potok Reka, ki teče skozi Cerklje na Gorenjskem in se izliva v reko Pšato in nato v Kamniško Bistrico.